# Municipio de Laholm
El municipio de Laholm (en sueco: Laholms kommun) es un municipio en la provincia de Halland, al sur de Suecia. Su sede se encuentra en la ciudad de Laholm. El municipio actual fue creado con la fusión de la ciudad de Laholm con dos municipios rurales adyacentes en 1971 y cuatro en 1974.

## Geografía
El municipio está localizado en la parte más meridional de la provincia de Halland, en la frontera con Escania y Småland. El río Lagan atraviesa el municipio en dirección este-oeste. Fluye hacia oeste al golfo de Laholm en el Kattegat. Limita al norte con el municipio de Halmstad en la provincia de Halland, al este con Ljungby y Markaryd en Kronoberg y al sur con Örkelljunga, Ängelholm y Båstad en Escania.

## Localidades
Hay 14 áreas urbanas (tätort) en el municipio:
| #  | Tätort            | Población |
| -- | ----------------- | --------- |
| 1  | Laholm            | 6,150     |
| 2  | Mellbystrand      | 1,619     |
| 3  | Veinge            | 1,190     |
| 4  | Knäred            | 1,088     |
| 5  | Våxtorp           | 970       |
| 6  | Lilla Tjärby      | 914       |
| 7  | Vallberga         | 657       |
| 8  | Genevad           | 565       |
| 9  | Skummeslövsstrand | 491       |
| 10 | Skottorp          | 475       |
| 11 | Ränneslöv         | 413       |
| 12 | Hishult           | 332       |
| 13 | Ysby              | 260       |
| 14 | Hasslöv           | 228       |